# Istoria tabelului periodic
Istoria tabelului periodic reflectă cel puțin un secol de progres în înțelegerea proprietăților chimice și culminează cu publicarea primului tabel periodic actual de către Dimitri Mendeleev în anul 1869. Cu toate că Mendeleev s-a bazat pe descoperirile timpurii ale unor savanți ca Antoine-Laurent de Lavoisier și Stanislao Cannizzaro, savantul rus a adus, la modul general, doar un mic aport dezvoltării tabelului periodic actual.
Tabelul însuși este o reprezentare vizuală a legii periodicității, care afirmă că unele proprietăți ale elementelor chimice se repetă periodic atunci când acestea sunt aranjate după număr atomic. Pentru a afișa aceste trăsături comune, tabelul dispune elementele în coloane verticale, numite grupe și în rânduri orizontale, numite perioade.

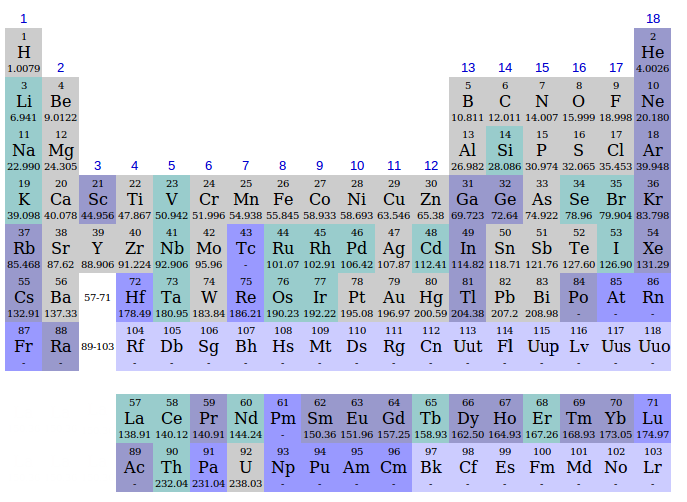
Un tabel periodic modern cu perioadele de descoperire (colorate).

## Ideile elementare din timpurile străvechi
Oamenii au știut despre câteva elemente chimice ca aurul, argintul și cuprul din Antichitate, deoarece acestea pot fi găsite în natură în stare nativă și sunt relativ simplu de extras cu unelte primitive.  Totuși, conceptul că există în lume un număr limitat de elemente din care este compus totul a fost propus prima dată de către filozoful grec Aristotel. În jurul anului 330 î.Hr., Aristotel a sugerat că totul este făcut dintr-un amestec de una sau mai multe din cele patru "rădăcini" (idee propusă prima oară de filozoful sicilian Empedocles), dar a redenumit mai târziu elementele după Platon. Cele patru elemente au fost pământul, apa, aerul și focul. În timp ce conceptul unui element a fost astfel introdus, ideile lui Aristotel și ale lui Platon nu au ajutat la avansarea în înțelegere a naturii materiei.

## Anii iluminismului
Hennig Brand a fost prima persoană consemnată pentru descoperirea unui nou element. Brand a fost un comerciant german falit care a încercat să descopere Piatra filozofală — un obiect mitic despre care se credea că poate transforma metalele ieftine de bază în aur. El a experimentat prin distilarea urinei de om până în 1649  când a obținut o substanță albă luminoasă pe care a denumit-o fosfor. Acesta și-a păstrat descoperirea secretă până în 1680 când Robert Boyle a redescoperit substanța și a publicat rezultatele. Aceasta și alte descoperiri au ridicat semne de întrebare asupra ceea ce înseamnă pentru o substanță a fi un "element":
În 1661, Boyle a definit un element ca fiind o substanță care nu poate fi descompusă în substanțe mai simple prin intermediul unei reacții chimice. Această definiție simplă a fost utilă, de fapt, aproape 300 ani (până în momentul dezvoltării noțiunii de particulă subatomică), fiind însă chiar și azi predată în timpul orelor de chimie introductivă.

### Antoine-Laurent de Lavoisier

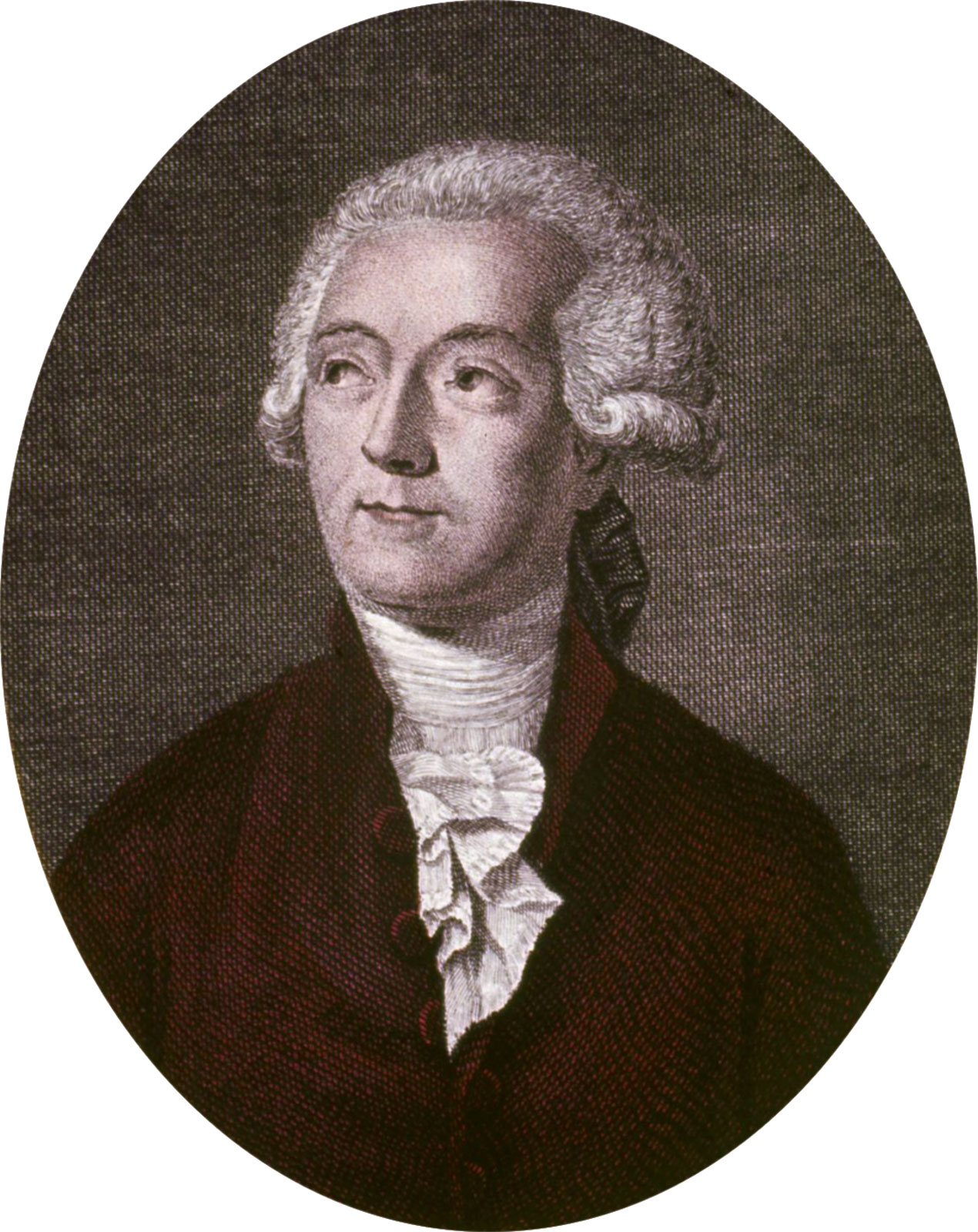
Antoine Laurent de Lavoisier

Lucrarea lui Lavoisier, Traité Élémentaire de Chimie (Tratat Elementar de Chimie, 1789, tradusă în engleză de Robert Kerr) este considerată a fi primul manual modern de chimie. El conținea o listă de elemente, sau substanțe care nu pot fi dezbinate în unele mai simple, printre care oxigenul, azotul, hidrogenul, fosforul, mercurul, zincul și sulful. De asemenea, acesta reprezintă baza listei moderne a elementelor. Totuși, lista lui mai includea și lumina și căldura, pe care le-a crezut a fi substanțe materiale. Deși mulți chimiști iluștri ai timpului au refuzat să creadă noile revelații ale lui Lavoisier, Tratatul Elementar a fost scris destul de bine pentru a convinge generația tânără. Totuși, deși descrierile lui Lavoisier au clasificat elementele doar ca metale sau nemetale, acestea erau departe de o analiză completă.

### Johann Wolfgang Döbereiner
În 1817, Johann Wolfgang Döbereiner a început formularea uneia dintre cele mai timpurii încercări de clasificare a elementelor. În 1828, el și-a dat seama că unele elemente formează grupe cu proprietăți asociate. El a denumit aceste grupe "triade". Unele dintre triadele clasificate de Döbereiner sunt:
1. clor, brom și iod
2. calciu, stronțiu și bariu
3. sulf, seleniu și telur
4. litiu, sodiu și potasiu

În toate triadele, masa atomică a celui de al doilea element era aproape exact la fel numeric cu media greutăților atomice a primului și al celui de al treilea element.

## Clasificarea elementelor
Din 1869, un total de 63  de elemente au fost descoperite. Pentru că numărul de elemente cunoscute a crescut, savanții au început să recunoască modele în modul în care reacționează substanțele chimice. De asemenea, au început să conceapă căi pentru clasificarea elementelor.

### Alexandre-Emile Béguyer de Chancourtois
Alexandre-Emile Béguyer de Chancourtois, un geolog francez, a fost primul care a perceput periodicitatea elementelor — elemente similare păreau să se repete la intervale regulate când erau ordonate după masele atomice. El a creat o formă timpurie a tabelului periodic, pe care a denumit-o 'spirală telurică. Cu elementele aranjate în spirală pe un cilindru după masa atomică, de Chancourtois a observat să elementele cu proprietăți similare se aliniau vertical. Graficul său a inclus câțiva ioni și compuși în adiție elementelor. Documentul a fost publicat în 1862, dar conținea mai mult termeni geologici decât chimici și nu includea nicio diagramă; ca rezultat, el a primit puțină atenție până la lucrarea lui Dimitri Mendeleev.

### John Newlands
John Newlands a fost un chimist englez care în 1865 a aranjat  cele 56 de elemente care au fost descoperite atunci în unsprezece grupe care au fost bazate pe aceleași proprietăți fizice.

Legea octavelor a lui J. A. R. Newlands

Newlands a remarcat că existau multe perechi de elemente asemănătoare care difereau printr-un multiplu de opt în numărul atomic. Totuși, a sa lege a octavelor, asemănând această periodicitate a numărului opt cu scara muzicală, a fost ridiculizată de către contemporanii săi.
Abia în secolul următor, odată cu apariția teoriei legăturilor de valență a lui Gilbert N. Lewis (1916) și teoria legăturilor octeților a lui Irving Langmuir
(1919) s-a recunoscut importanța periodicității octeților.

### Dimitri Mendeleev

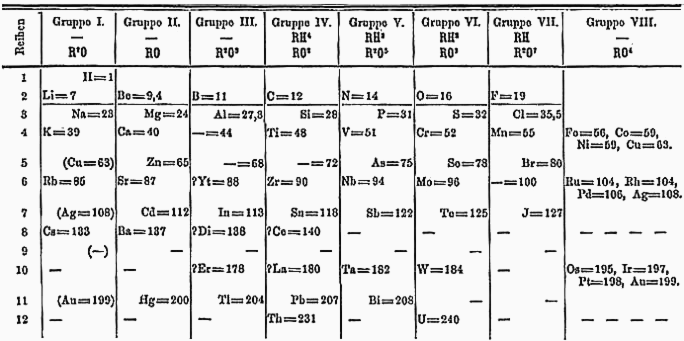
Tabelul periodic al lui Mendeleev din 1871

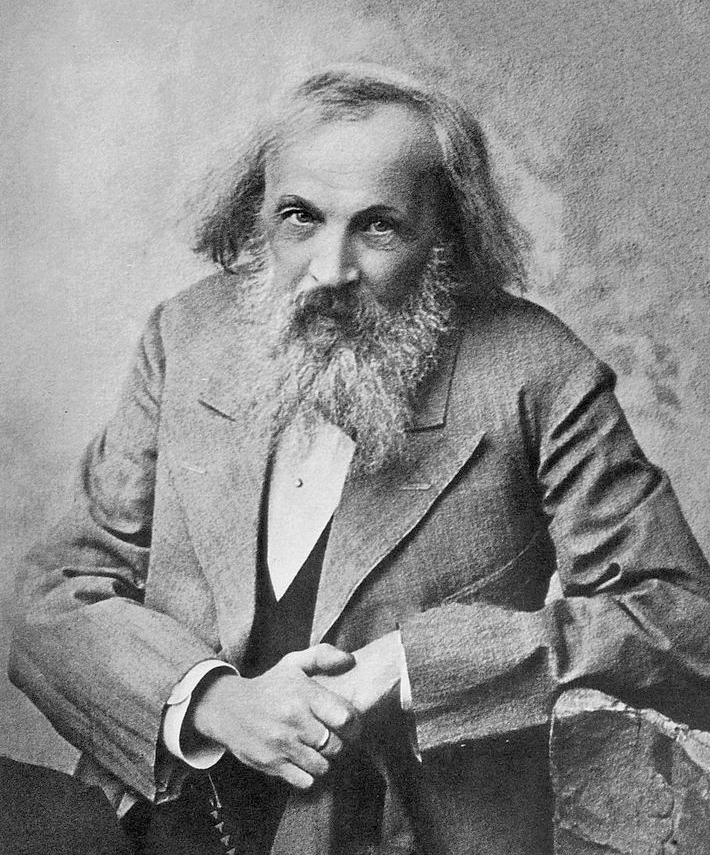
Dmitri Ivanovici Mendeleev

Dimitri Mendeleev, un chimist rus, a fost primul savant care a făcut un tabel periodic foarte asemănător cu cel actual. El a aranjat elementele într-un tabel ordonat de masa atomică, care este corespunzătoare cu masa molară știută în prezent. Pe 6 martie 1869, o prezentație formală a fost făcută de către Societatea de Chimie Rusă, intitulată  Dependența Dintre Proprietățile Maselor Atomice ale Elementelor. Tabelul lui Mendeleev a fost publicat într-o revistă rusă obscură, dar a fost foarte repede republicat într-o revistă germană, Zeitschrift für Chemie ("Revistă de Chimie", în română), în 1869. El a stabilit că:
1. Elementele, dacă sunt aranjate după masa atomică, prezintă o aparentă periodicitate a proprietăților.
2. Elementele care sunt similare cu privire la proprietățile lor chimice au greutăți atomice care sunt asemănătoare ca valoare (de exemplu platina, iridiul și osmiul) sau care cresc regulat (de exemplu potasiul, rubidiul și cesiul.
3. Aranjamentul elementelor sau al grupelor de elemente după masele lor atomice corespunde așa-ziselor valențe, precum și, într-o oarecare măsură, proprietăților lor chimice distinctive; așa cum este aparent și în alte serii ca Li, Be, Ba, C, N, O și Sn (ar trebui să fie Li, Be, B, C, N, O și F).
4. Elementele care sunt foarte răspândite au mase atomice mici.
5. Mărimea greutății atomice determină caracterul elementului, așa cum și mărimea unei molecule determină caracterul corpului unui compus.
6. Trebuie să așteptăm descoperirea multor elemente necunoscute încă - de exemplu, elementele analoage aluminiului și siliciului -a căror greutate atomică ar trebui să fie între 65 și 75.
7. Masa atomică a unui element poate fi corectată uneori în funcție de poziția sa în tabelul periodic. Astfel, masa atomică a telurului ar trebui să fie între 123 și 126, și nu poate să fie 128. (Argumentul era bazat pe poziționarea telurului între stibiu și iod, a cărui masă atomică este 127. Mai târziu, Moseley a explicat poziția acestor elemente fără a modifica valorile maselor atomice — vezi mai jos.)
8. Anumite proprietăți caracteristice unor elemente pot fi prezise pornind de la masele lor atomice.

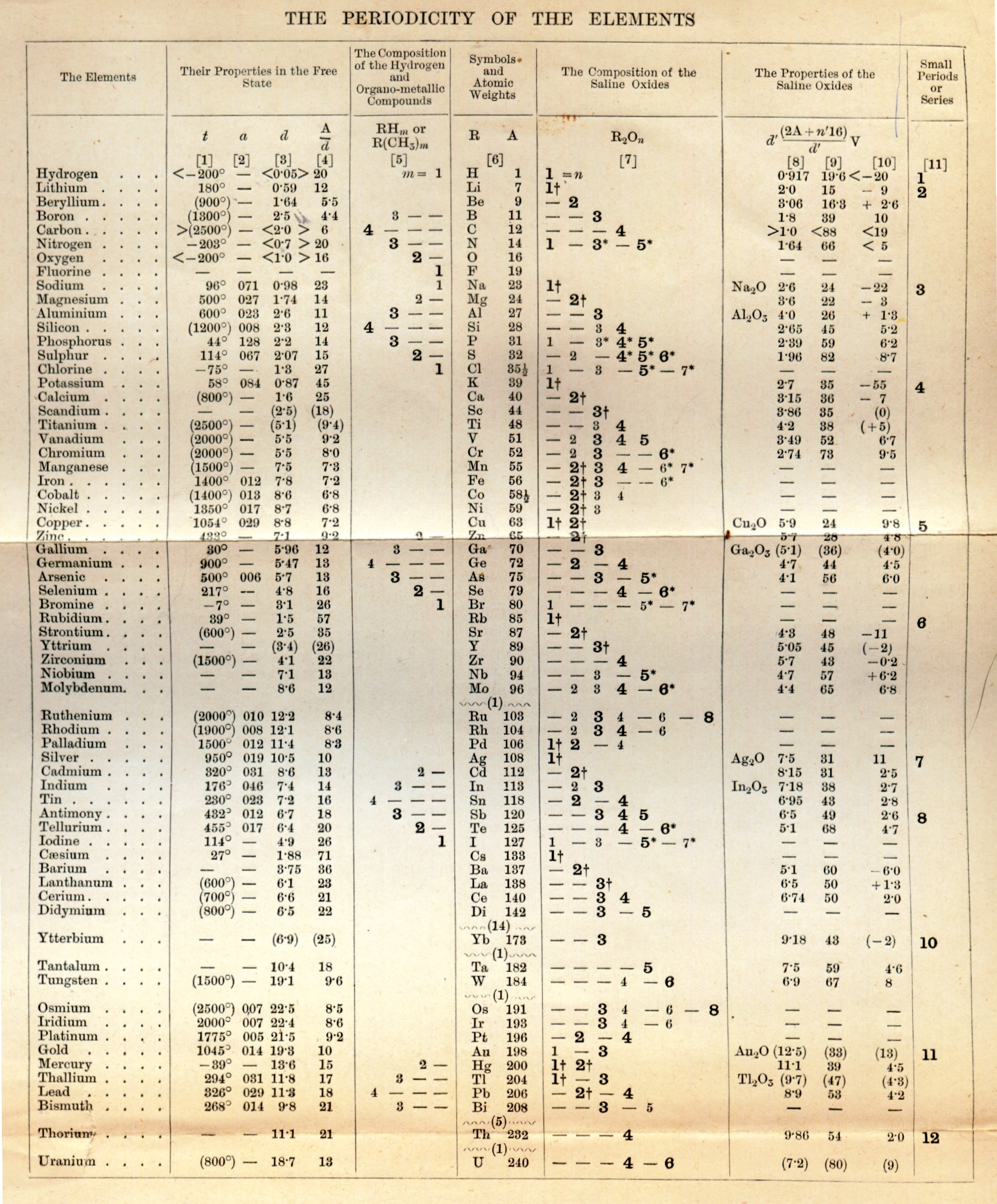

Aceasta este o versiune a tabelului periodic al lui Mendeleev din 1891. Lipsesc gazele nobile.
Beneficiile științifice ale tabelului lui Mendeleev
- Mendeleev a prezis descoperirea unor noi elemente și a lăsat spații libere în tabel pentru acestea, pe care le-a numit eka-siliciu (germaniu), eka-aluminiu (galiu) și eka-bor (scandiu). În acest fel, tabelul periodic era perfect armonizat.
- Mendeleev a indicat faptul că masele atomice ale unor elemente erau incorecte.
- A prevăzut variații de la ordinea dată de masa atomică.

Neajunsuri ale tabelului lui Mendeleev
- Tabelul său nu includea niciunul dintre gazele nobile, care au fost descoperite ulterior. Acestea au fost adăugate de către Sir William Ramsay ca Grupa 0, fără a deranja conceptul de bază al tabelului periodic.
- Nu se putea desemna o singură poziție pentru hidrogen în tabelul periodic. Hidrogenul poate fi plasat fie în grupul metalelor alcaline, fie în cel al halogenilor.

### Lothar Meyer
Fără știrea lui Mendeleev, Lothar Meyer lucra de asemenea la un tabel periodic. Deși lucrarea acestuia a fost publicată în 1864, și a fost realizată independent de Mendeleev, puțini istorici ai științei îl privesc ca pe un co-autor al tabelului periodic. Tabelul lui Meyer cuprindea numai 28 de elemente. De asemenea, Meyer a clasificat elementele doar în funcție de valență și nu după masa atomică. De asemenea, Meyer nu a ajuns la ideea prezicerii unor elemente necunoscute și nici corectarea maselor atomice. La doar câteva luni după ce Mendeleev a publicat tabelul periodic al tuturor elementelor cunoscute (și a prezis și descoperirea unora noi în completarea tabelului), plus corectarea câtorva mase atomice, Meyer a publicat un tabel aproape identic. Deși puțini oameni de știință îi consideră pe Meyer și Mendeleev co-autori ai tabelului periodic, cei mai mulți sunt de acord că prezicerea cu precizie a caracteristicilor elementelor încă nedescoperite îi conferă lui Mendeleev cea mai mare parte a gloriei. Contemporanii săi au fost foarte impresionați de prezicerile lui Mendeleev, cu atât mai mult cu cât s-au dovedit a fi corecte.

### William Odling
Chimistul englez William Odling a schițat un tabel destul de asemănător cu cel al lui Mendeleev, în 1864. Odling a rezolvat problema telurului și a iodului și chiar a poziționat corect taliul, plumbul, mercurul și platina în grupele corecte - lucru care nu i-a reușit la început lui Mendeleev.

## Ajustări ale tabelului periodic

### Henry Moseley
În 1914, Henry Moseley a descoperit o relație dintre lungimea de undă a razelor X a unui element și numărul său atomic (Z) și prin urmare a reordonat tabelul mai degrabă după sarcina atomică decât după greutatea atomică. Înaintea acestei descoperiri, numerele atomice erau doar numere secvențiale bazate pe greutatea atomică a unui element. Descoperirea lui Moseley a arătat că numerele atomice au un fundament măsurabil experimental.
Astfel, Moseley a plasat argonul (Z=18) înaintea potasiului (Z=19) bazat pe lungimile de undă a razelor X a acestora, în ciuda faptului că argonul are un număr atomic mai mare (de 39,9) decât potasiul (39,1). Noua ordine convenea cu proprietățile chimice ale acestor elemente, din moment ce argonul este un gaz nobil și potasiul este un metal alcalin. În mod similar, Moseley a plasat cobaltul înaintea nichelului, și a fost apt să explice că telurul se află înaintea iodului fără să revizuiască greutatea atomică experimentală a telurului (127,6) propusă de Mendeleev.
Cercetările lui Moseley au arătat, de asemenea, că existau goluri în tabelul lui Mendeleev pentru numerele atomice 43 și 61, unde acum se află elementele technețiu și respectiv promețiu, amândouă având nuclee radioactive și nu se pot găsi în natură. De asemenea, pășind pe urmele lui Dmitri Mendeleev, Henry Moseley a prezis noi elemente.

### Glenn T. Seaborg
În timpul cercetărilor sale din cadrul Proiectului Manhattan din 1943, Glenn T. Seaborg a trecut prin dificultăți neașteptate încercând să izoleze americiul (95) și curiul (96). El a început să se întrebe dacă aceste elemente mai degrabă aparțineau unei serii diferite de elemente, care ar fi putut să explice de ce proprietățile chimice ale noilor elemente erau diferite față de cele așteptate. În 1945, el a mers împotriva sfaturilor colegilor săi și a sugerat o schimbare semnificativă tabelului lui Mendeleev: seria actinidelor.
Conceptul de actinide al lui Seaborg referitor la structura electronică a elementelor grele, precizând că actinidele formează o serie de tranziție analogă cu cea a lantanidelor, este acum acceptată în comunitatea științifică și inclusă în toate configurațiile standard ale tabelului periodic. Seria actinidelor este al doilea rând al blocului f (seriile 5f) ale tabelului periodic și cuprinde elementele dintre actiniu și lawrențiu. Elaborările ulterioare ale lui Seaborg despre conceptul actinidelor a teoretizat o nouă serie de elemente supergrele din seriile trans-actinidelor -ce conține elementele cu numărul atomic între 104 și 121- și super-actinidelor -ce conține elementele cu numărul atomic între 122 și 153.

## Principalele perioade de descoperire

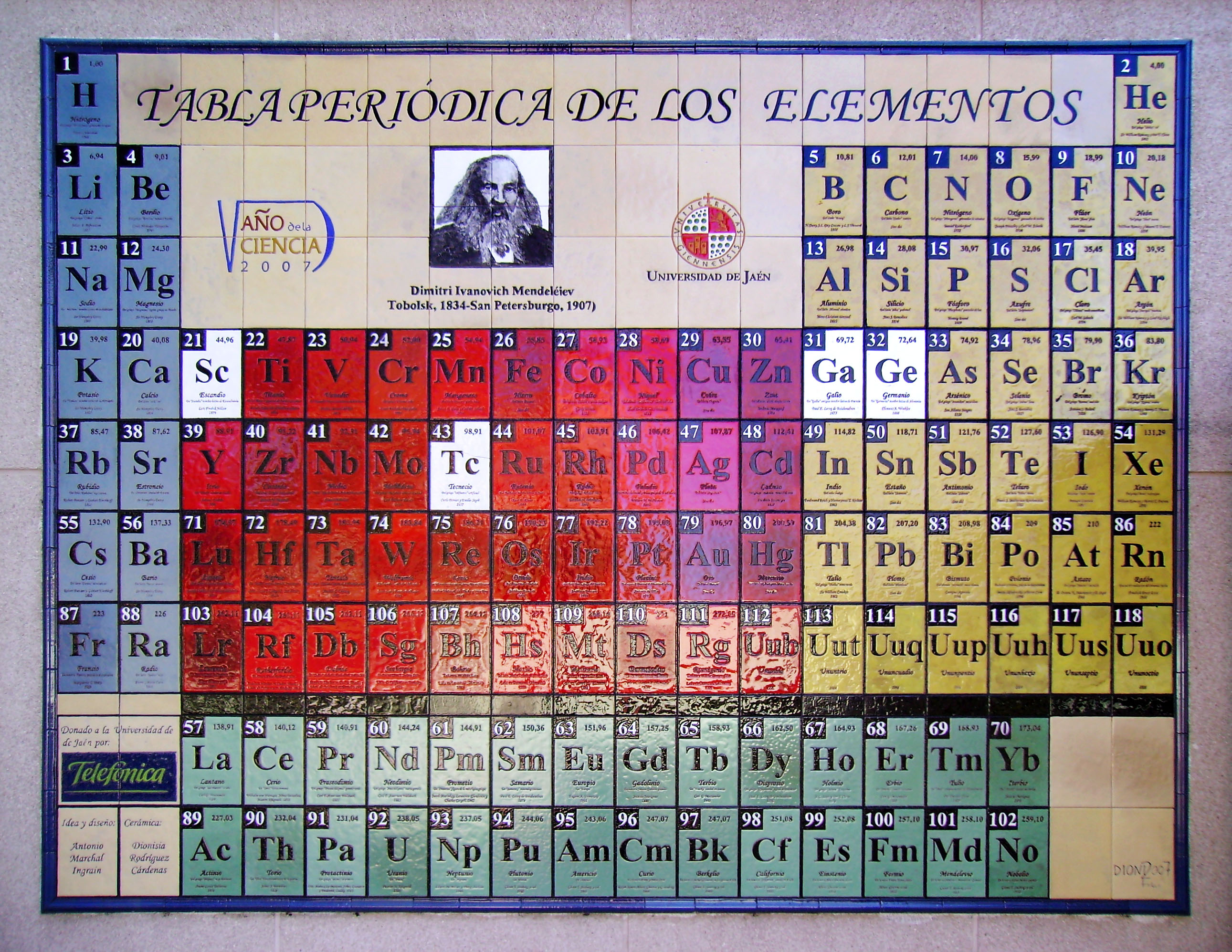
Tabel periodic

Istoria tabelului periodic este, de asemenea, istoria descoperirii elementelor chimice. IUPAC  a sugerat cinci "principale perioade de descoperire", iar a șasea a fost adăugată pentru elementele chimice sintetizate după anul 2000.